# Bhaudry Massouanga
Bhaudry Gildas Massouanga Moldakoldad est un footballeur congolais né le 8 septembre 1982.

## Biographie
Durant sa carrière de footballeur, il est passé par le Patronage Sainte-Anne, les Diables noirs de Brazzaville, le Gabon, l'Algérie, la Géorgie et la France (à Sainte-Geneviève-des-Bois en CFA2). Le 12 octobre 2003, lors du match opposant la République du Congo au Sierra Leone, il remplace Hermann Beaulia à la 49e minute.
Hors de sa carrière de footballeur, il est impliqué dans le soutien aux personnes vivant avec un handicap.
En août 2016, il organise un match de football à Vigneux-sur-Seine dans le but de réunir une cagnotte pour soutenir la famille de Destin Onka (décédé accidentellement la semaine précédente) dans les démarches funéraires.